# سید علی‌اکبر موسوی حسینی
سید علی‌اکبر موسوی حسینی (۱۳۱۸ – ۳۱ خرداد ۱۳۹۷) استاد اخلاق، مؤلف و مجری تلویزیونی ایرانی بود.  او در دههٔ ۱۳۶۰ مجری برنامهٔ تلویزیونی اخلاق در خانواده بود که از شبکه یک پخش می‌شد و به مسائل و مشکلات خانواده‌ها می‌پرداخت، به همین سبب با نام «حسینی اخلاق در خانواده» شهرت یافت. او همچنین نماینده تهران در دوره‌های چهارم و پنجم مجلس شورای اسلامی بود.

## زندگی‌نامه
وی متولد ۱۳۱۸ تهران است و پس از تحصیلات مقدماتی وارد حوزه‌های علمی تهران و قم شد و دروس اصول و فقه را فرا گرفت و پس از اتمام دروس خارج فقه و اصول از مراجع طراز اول قم و تهران کسب اجتهاد نمود. وی همزمان با قیام ۱۵ خرداد ۱۳۴۲ به رهبری سید روح اله خمینی به صف انقلابیون پیوسته و در کسوت معلمی به مبارزه با رژیم پهلوی روی آورد.
از استادان وی می‌توان به سید محمدحسین طباطبایی، سید محمدحسین حسینی طهرانی، سید محمد حسین بهشتی، عبدالله جوادی آملی، جعفر سبحانی و عزیزالله خوشوقت اشاره کرد.

## فعالیت‌ها
برنامه «اخلاق در خانواده»، در دهه هفتاد از برنامه‌های پربینندهٔ تلویزیون ایران بود که پس از مدتی دیگر امکان پخش نیافت. برخی از گزارش‌های تائیدنشده از «ممنوع‌التصویری» حکایت می‌کردند و برخی نیز این موضوع را به حاشیه‌های سفر او به آلمان و اتفاقات پس از آن منسوب می‌کردند. رسانه‌های رسمی در ایران هرگز به این «حاشیه‌ها» نپرداختند، اما به دنبال آن شایعاتی از «اختلاف» میان وی و همسرش مطرح بود. در مردادماه ۱۳۹۵ تصویری از وی در دیدار ائمه جماعت با رهبر جمهوری اسلامی منتشر شد.
علی اکبر حسینی در انتخابات دوره چهارم مجلس شورای اسلامی بعنوان سر لیست جامعه روحانیت مبارز با کسب از بیش از ۹۳۰۰۰۰ رأی نماینده اول مردم تهران شد. در مجلس پنجم وی نقش مهمی در ماجرای استیضاح عطاءالله مهاجرانی، وزیر وقت فرهنگ و ارشاد اسلامی دولت اول محمد خاتمی، داشت و در جلسه استیضاح در تاریخ ۱۱ اردیبهشت ۱۳۷۸ پشت تریبون مجلس رفته و از سیاستهای فرهنگی وزیر ارشاد انتقاد کرد.
سیدامیرحسین موسوی حسینی فرزند وی بعدها بیان داشت که یکی دو روز مانده به استیضاح، مهاجرانی شخصاً با منزل علی اکبر حسینی تماس گرفته و با خود وی صحبت کرده و گفته:  «شما اگر می‌خواهید صرفاً جزء امضاکنندگان استیضاح باشید و رأی به برکناری من بدهید، ایرادی ندارد، اما به صلاح شما نیست که در خط اول استیضاح قرار گیرید و بیایید پشت تریبون علیه من صحبت کنید» و معتقد است نقطه اول تهدید در زمینه شایعه سازی های آینده و تخریب شخصیت پدر وی از همین تماس آغاز شده است و یکی از اهداف فضاسازی های مزبور که در مقطع مبارزات انتخاباتی مجلس ششم هم رخ داده است ممانعت از راه یابی وی و فهرست جامعه روحانیت مبارز به مجلس بوده است.
 

در بهار سال ۱۳۷۹ یکی از نشریات دوم خردادی به نام هفته نامه «قم امروز» اقدام به انعکاس شایعات مطرح شده درباره موسوی حسینی با درج عبارت «‌می‌گویند» در ابتدای خبر می نماید که با اعتراض خانواده نامبرده رو به رو شده و مجبور به چاپ جوابیه ارسالی از سوی آنان می شود که در آن به نقل از همسر وی آمده بود:
تأسف و تأثر من از این است که شخصیتی را با تیر زهرآلود اتهام و شایعه و دروغ هدف می گیرند که نمونه وفا و صداقت و صمیمیت است و اخلاق و رفتار او حداقل در زمینه زندگی خانوادگی باید اسوه و الگوی دیگران قرار گیرد. خداوند راه انصاف و هدایت را به همگان نشان دهد. 
وی پس از آن در سال‌های سکوت و انزوا، تنها به عنوان امام جماعت مسجد فائق واقع در خیابان ایران (خیابان عین الدوله) تهران فعالیت داشت و تا زمان مرگ در این سمت مشغول بود. وی در ۳۱ خرداد ۱۳۹۷ در تهران درگذشت.

## سوابق مسئولیتی
وی پس از پیروزی انقلاب مسؤلیت‌های مختلفی رادر حوزه‌های علمی، فرهنگی، دینی و آموزشی کشور در سطح کلان پذیرفته‌است از جمله:
- نماینده مردم تهران در مجلس شورای اسلامی در دوره‌های چهارم و پنجم
- مدیریت کل آموزش و پرورش استان تهران
- ریاست کمیسیون آموزش و پرورش مجلس
- عضویت در شورای عالی انقلاب فرهنگی
- استاد حوزه و دانشگاه

## تالیفات
- اخلاق در خانواده
- مجموعه پنج جلدی سلام بر خورشید (داستان درخشان زندگانی خاتم پیامبران)
- تألیف کتب دینی سطوح ابتدایی و راهنمایی مدارس